# Jacen Russell-Rowe
Jacen Rex Orlando Russell-Rowe (ur. 13 września 2002 w Toronto) – kanadyjski piłkarz pochodzenia jamajskiego występujący na pozycji napastnika, reprezentant Kanady, od 2022 roku zawodnik amerykańskiego Columbus Crew.